# 聖皮耶特羅戰役
聖皮耶特羅戰役（法語：Bataille de San Pietro）也稱為克羅切塔戰役或帕爾馬戰役，發生於1734年6 月29日，是波蘭王位繼承戰爭中的一場戰役，戰場位於在克羅切塔村和帕爾馬市之間。
奧地利軍隊襲擊了一個嚴密的法國-撒丁島陣地，最終被擊退，雙方在戰鬥中傷亡慘重。

## 另見
- 波蘭王位繼承戰爭
- 瓜斯塔拉戰役